# چاد (شهرستان آسکینسکی، باشقیرستان)
چاد (به لاتین: Chad) یک منطقهٔ مسکونی در روسیه است که در باشقیرستان واقع شده‌است.